# Taconite
Taconite és una població dels Estats Units a l'estat de Minnesota. Segons el cens del 2000 tenia 315 habitants.

## Demografia
Segons el cens del 2000, Taconite tenia 315 habitants, 136 habitatges, i 87 famílies. La densitat de població era de 24,9 habitants per km².
Dels 136 habitatges en un 32,4% hi vivien nens de menys de 18 anys, en un 49,3% hi vivien parelles casades, en un 8,1% dones solteres, i en un 36% no eren unitats familiars. En el 31,6% dels habitatges hi vivien persones soles el 15,4% de les quals corresponia a persones de 65 anys o més que vivien soles. El nombre mitjà de persones vivint en cada habitatge era de 2,32 i el nombre mitjà de persones que vivien en cada família era de 2,91.
Per edats la població es repartia de la següent manera: un 24,4% tenia menys de 18 anys, un 8,6% entre 18 i 24, un 30,5% entre 25 i 44, un 18,1% de 45 a 60 i un 18,4% 65 anys o més.
L'edat mediana era de 38 anys. Per cada 100 dones de 18 o més anys hi havia 100 homes.
La renda mediana per habitatge era de 30.250 $ i la renda mediana per família de 50.417 $. Els homes tenien una renda mediana de 32.500 $ mentre que les dones 20.357 $. La renda per capita de la població era de 16.357 $. Entorn del 14,9% de les famílies i el 17,1% de la població estaven per davall del llindar de pobresa.

## Poblacions més properes
El següent diagrama mostra les poblacions més properes.